# Muharram
El muharram (del árabe, ٱلْمُحَرَّم muḥarram; literalmente ‘prohibido’) es el primer mes del calendario musulmán y uno de los cuatro meses sagrados del año en el que se prohíbe la guerra, y consta de treinta días. El décimo día del muharram se conoce como «Asura», un importante día de conmemoración en el islam. Para los musulmanes suníes, el día marca la separación del mar Rojo por parte de Moisés y la salvación de los israelitas, que se celebra mediante el ayuno supererogatorio y otras expresiones aceptables de alegría. Por el contrario, el Asura es un día de luto para los musulmanes chiitas, que anualmente conmemoran la muerte de Husáin ibn Ali, nieto del profeta islámico Mahoma y tercer imán chiita. Husáin murió, junto con la mayoría de sus familiares y su pequeño séquito, en la batalla de Kerbala contra el ejército del califa omeya Yazid I. Los rituales chiitas abarcan los primeros diez días del muharram y culminan en Asura con procesiones fúnebres en las ciudades chiitas. También en el muharram, la mezquita de al-Aqsa en Jerusalén fue inicialmente establecida como lugar de oración para los primeros musulmanes.

## Origen
El muharram es el primer mes del calendario islámico, con treinta días. La guerra en el muharram está prohibida y así ha estado desde antes de la llegada del islam. La palabra muharram es la abreviatura de muharram Safar, que distingue en el antiguo calendario árabe entre Safar I, que era sagrado, y Safar II, que no lo era. Sin embargo, con el tiempo, el propio adjetivo muharram se convirtió en el nombre del primer mes del año.

## Coincidencia con el calendario gregoriano
El calendario islámico es un calendario lunar, y los meses comienzan cuando se avista la primera luna creciente. Dado que el año del calendario lunar islámico es de once o doce días más corto que el año solar, el muharram migra a lo largo de los años solares. Las fechas estimadas de inicio y finalización de muharram son las siguientes (basadas en el calendario Umm al-Qura de Arabia Saudita):
| AH   | Primer día (CE/AD)       | Último día (CE/AD)       |
| ---- | ------------------------ | ------------------------ |
| 1439 | 21 de septiembre de 2017 | 20 de octubre de 2017    |
| 1440 | 11 de septiembre de 2018 | 09 de octubre de 2018    |
| 1441 | 31 de agosto de 2019     | 29 de septiembre de 2019 |
| 1442 | 20 de agosto de 2020     | 17 de septiembre de 2020 |
| 1443 | 09 de agosto de 2021     | 07 de septiembre de 2021 |
| 1444 | 30 de julio de 2022      | 27 de agosto de 2022     |

## Fechas señaladas
- 1 Muharram: Toma de la Gran Mezquita (1400 AH, 1979 d. C.).
- 3 Muharram: Husayn ibn Ali entra en Karbala y establece el campamento. Las fuerzas de Yazid I están presentes (61 AH, 680 d. C.).
- 5 Muharram: aniversario de la muerte (urs) de Baba Farid, un santo sufí del Punjabi, se celebra durante seis días en Pakpattan, Pakistán (665 AH, 1266 d. C.).
- 7 Muharram: el acceso al agua fue prohibido a Husayn ibn Ali por orden de Yazid I (61 AH, 680 d. C.).
- 8 Muharram: conocida como la Rebelión de Muharram, los musulmanes bengalíes de Sylhet lideran uno de los primeros levantamientos antibritánicos en el subcontinente (1197 AH, 1782 d. C.).
- 10 Muharram: conocido como el Día de Ashurah (literalmente "el décimo"), el día en que Husayn ibn Ali fue martirizado en la Batalla de Karbala. Los musulmanes chiitas pasan el día de luto, mientras que los musulmanes sunitas ayunan en este día, en conmemoración del rescate del pueblo de Palestina por Musa (Moisés) del faraón. Los musulmanes sunitas también lloran a los mártires de Karbala. Muchos musulmanes sufíes ayunan por la misma razón que los sunitas antes mencionados, pero también por los muertos martirizados en Karbala.[3]
- 15 Muharram: Nacimiento de Muhammad Sirajuddin Naqshbandi (1297 AH, 1879 d. C.).
- 25 Muharram: Ali ibn al-Husáyn, cuarto Imam chiita fue martirizado por Walid I (95 AH, 714 d. C.).[4]
- 28 Muharram: aniversario de la muerte (urs) de Ashraf Jahangir Semnani, un santo sufí indio (808 AH, 1405 d. C.).